# Sierra Madre Occidental

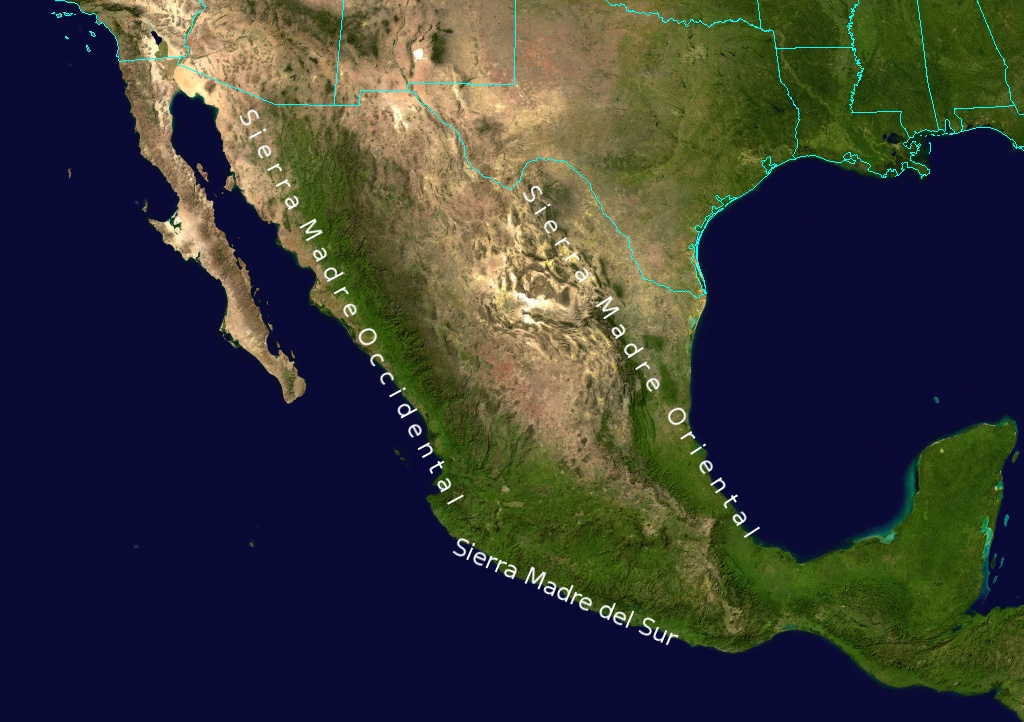

Sierra Madre Occidental (česky též Západní Sierra Madre) je pohoří v Mexiku a jihozápadních Spojených státech amerických. Táhne se podél pobřeží Tichého oceánu v délce 1500 km z Arizony přes mexické státy Sonora, Chihuahua, Durango, Zacatecas, Aguascalientes a Guanajuato, kde se spojuje s pohořím Eje Volcánico. Rozlohou 289 000 km² zabírá šestinu mexického území.
Nejvyšším vrcholem je Cerro Mohinora ve státě Chihuahua. Údaje o jeho výšce se různí a pohybují se mezi 3 250 a 3 300 m n. m.